# 浜松市舞阪地域自治センター
浜松市舞阪地域自治センター（はままつしまいさかちいきしちセンター）は、かつて静岡県浜松市西区（現・中央区）舞阪町舞阪にあった、浜松市西区の舞阪地区を管轄する行政機関。
後継の浜松市舞阪協働センター（はままつしまいさかきょうどうセンター）は、静岡県浜松市中央区舞阪町舞阪にある、浜松市中央区の舞阪地区を管轄する行政機関。

## 概要

### 沿革
- 2005年7月1日 - 浜松市が舞阪総合事務所を開設。庁舎は旧舞阪町の町役場庁舎を利用。
- 2007年4月1日 - 浜松市が政令指定都市に移行。舞阪地区は西区の一部となり、舞阪地域自治センターに改組。
- 2012年4月1日 - 前日の地域自治区廃止に伴い、舞阪協働センターに改組。

### 傘下の機関
- 舞阪文化センター
- 地域振興課
- 地域自治課

## 交通機関
- JR東海道本線 弁天島駅
- 遠鉄バス浜名線 舞阪協働センターバス停（2021年廃止）